# Alchemilla peristerica
Alchemilla peristerica é uma espécie de rosácea do gênero Alchemilla, pertencente à família Rosaceae.